# Gare de Jurbise
La gare de Jurbise est une gare ferroviaire belge de la ligne 96, de Bruxelles-Midi à Quévy (frontière), située à proximité du centre-ville de Jurbise dans la province de Hainaut en Région wallonne.
Elle est mise en service en 1841 par l'administration des chemins de fer de l'État-belge. C'est une gare de la Société nationale des chemins de fer belges (SNCB) desservie par des trains InterCity (IC), Omnibus (L) et d’Heure de pointe (P).

## Situation ferroviaire
Établie à 73 m d'altitude, la gare de Jurbise est située au point kilométrique (PK) 48,6 de la ligne 96, de Bruxelles-Midi à Quévy (frontière), entre les gares de Masnuy-Saint-Pierre et d'Erbisœul. Gare de bifurcation, elle est l'aboutissement de la ligne 90, de Denderleeuw à Jurbise, après la gare de Lens, néanmoins cette ligne ayant l'originalité d'avoir un double kilométrage inversé, elle est le pk 0,000 du tronçon de Jurbise à Ath.

## Histoire
La station de Jurbise est mise en service, le 8 novembre 1841, par l'administration des chemins de fer de l'État belge, lorsqu'elle ouvre à l'exploitation la section de Bruxelles à Jurbise de la « ligne du Midi » de Bruxelles à Mons et Quiévrain, futures lignes 96 et 97.
Le bâtiment des recettes, dû à Auguste Payen, est asymétrique avec une aile basse de trois travées encadrée par deux pavillons perpendiculaires à la voie, un à étage et un sans étage selon une disposition similaire à plusieurs stations de la ligne (dont Soignies et Tubize).
Elle devient une gare de bifurcation le 20 septembre 1847 lorsque la Société anonyme des chemins de fer de Tournay à Jurbise et de Landen à Hasselt met en service, pour le compte de l’État belge, la ligne de Jurbise à Ath et Tournai, actuelles sections des lignes 90 et 94.
En 1898-1899 un nouveau bâtiment, de « style balnéaire », prend la place de celui de 1841,. Également asymétrique, il comporte un corps central avec une partie à un étage et une autre avec un autre étage sous combles, et sur le même plan une courte aile avec une fenêtre en façade d'un côté et une nettement plus longue de l'autre côté avec huit fenêtres et une porte en façade.

## Service des voyageurs

### Accueil
Gare SNCB, elle dispose d'un bâtiment voyageurs, avec guichets, ouvert les lundis, mercredis et jeudis. Des aménagements, équipements et services sont à la disposition des personnes à la mobilité réduite.
Un passage souterrain permet la traversée des voies et le passage d'un quai à l'autre.

### Desserte
Jurbise est desservie par des trains InterCity (IC), Omnibus (L) et d’Heure de pointe (P) de la SNCB, qui effectuent des missions sur la ligne commerciale 96 (voir brochure SNCB,).

#### Semaine
Jurbise est desservi par les trains suivants, cadencés à l’heure :
- des trains IC-06A Mons - Bruxelles-Aéroport-Zaventem ;
- des trains IC-14 Tongres - Quiévrain, via Bruxelles-Midi ;
- des trains L Grammont - Mons ;
- des trains L Mons - Braine-le-Comte ;

Des trains supplémentaires se rajoutent en heure de pointe et effectuent les trajets suivants :
- Quiévrain - Schaerbeek (deux trains, le matin) ;
- Quévy - Schaerbeek (un seul train, le matin) ;
- Mons - Schaerbeek (un seul, le matin) ;
- Ath - Mons (un dans chaque sens, le matin)
- Ath - Jurbise (un seul, le matin) ;
- Schaerbeek - Quiévrain (un seul, l’après-midi) ;
- Schaerbeek - Quévy (deux, l’après-midi) ;
- Schaerbeek - Saint-Ghislain (un seul, l’après-midi) ;
- Ath - Tournai (deux l’après-midi) ;
- Mons - Ath (deux l’après-midi).

#### Week-ends et jours fériés
Seuls les trains IC-06A Mons - Brussels Airport et les trains L Quévy - Mons - Grammont circulent, accompagnés durant les vacances par des trains touristiques (ICT) reliant Mons et Ath afin de desservir la gare de Cambron-Casteau proche de Pairi Daiza.

### Intermodalité
Un parc pour les vélos et un parking pour les véhicules y sont aménagés.

### Accessibilité
La gare dispose de quais bas et le couloir sous voies est seulement accessible au moyen d'escaliers.

## Comptage voyageurs
Ce graphique et tableau montre le nombre de voyageurs embarquant en moyenne durant la semaine, le samedi et le dimanche.
| Nombre de passagers qui embarquent à la gare de Jurbise | Nombre de passagers qui embarquent à la gare de Jurbise | Nombre de passagers qui embarquent à la gare de Jurbise | Nombre de passagers qui embarquent à la gare de Jurbise |
|                                                         | Semaine                                                 | Samedi                                                  | Dimanche                                                |
| ------------------------------------------------------- | ------------------------------------------------------- | ------------------------------------------------------- | ------------------------------------------------------- |
| 1977                                                    | 1 043                                                   | 188                                                     | 101                                                     |
| 1978                                                    | 918                                                     | 181                                                     | 94                                                      |
| 1979                                                    | 794                                                     | 185                                                     | 93                                                      |
| 1980                                                    | 825                                                     | 159                                                     | 116                                                     |
| 1981                                                    | 760                                                     | 146                                                     | 103                                                     |
| 1982                                                    | 767                                                     | 92                                                      | 80                                                      |
| 1983                                                    | 671                                                     | 95                                                      | 61                                                      |
| 1984                                                    | 818                                                     | 45                                                      | 32                                                      |
| 1985                                                    | 745                                                     | 60                                                      | 46                                                      |
| 1986                                                    | 648                                                     | 60                                                      | 47                                                      |
| 1987                                                    | 712                                                     | 54                                                      | 41                                                      |
| 1988                                                    | 702                                                     | 61                                                      | 31                                                      |
| 1989                                                    | 706                                                     | 41                                                      | 40                                                      |
| 1990                                                    | 601                                                     | 56                                                      | 30                                                      |
| 1991                                                    | 668                                                     | 48                                                      | 29                                                      |
| 1992                                                    | 777                                                     | 48                                                      | 30                                                      |
| 1993                                                    | 759                                                     | 58                                                      | 33                                                      |
| 1994                                                    | 700                                                     | 124                                                     | 82                                                      |
| 1995                                                    | 653                                                     | 100                                                     | 87                                                      |
| 1996                                                    | 692                                                     | 120                                                     | 94                                                      |
| 1997                                                    | 691                                                     | 145                                                     | 123                                                     |
| 1998                                                    | 722                                                     | 120                                                     | 122                                                     |
| 1999                                                    | 714                                                     | 218                                                     | 131                                                     |
| 2000                                                    | 800                                                     | 267                                                     | 196                                                     |
| 2001                                                    | 891                                                     | 166                                                     | 200                                                     |
| 2002                                                    | 945                                                     | 233                                                     | 227                                                     |
| 2003                                                    | 930                                                     | 277                                                     | 232                                                     |
| 2004                                                    | 1 038                                                   | 266                                                     | 258                                                     |
| 2005                                                    | 1 034                                                   | 279                                                     | 261                                                     |
| 2006                                                    | 1 037                                                   | 332                                                     | 326                                                     |
| 2007                                                    | 1 104                                                   | 362                                                     | 316                                                     |
| 2008                                                    | -                                                       | -                                                       | -                                                       |
| 2009                                                    | 1 003                                                   | 285                                                     | 243                                                     |
| 2010                                                    | -                                                       | -                                                       | -                                                       |
| 2011                                                    | -                                                       | -                                                       | -                                                       |
| 2012                                                    | 1 054                                                   | 296                                                     | 321                                                     |
| 2013                                                    | 1 119                                                   | 482                                                     | 373                                                     |
| 2014                                                    | 1 231                                                   | 461                                                     | 447                                                     |
| 2015                                                    | 1 750                                                   | 429                                                     | 443                                                     |
| 2016                                                    | 1 603                                                   | 321                                                     | 353                                                     |
| 2017                                                    | 1 722                                                   | 472                                                     | 453                                                     |
| 2018                                                    | 1 436                                                   | 323                                                     | 287                                                     |
| 2019                                                    | 1 596                                                   | 1 931                                                   | 1 726                                                   |
| 2020                                                    | 1 054                                                   | 488                                                     | 351                                                     |
| 2021                                                    | -                                                       | -                                                       | -                                                       |
| 2022                                                    | 1 384                                                   | 897                                                     | 690                                                     |
| 2023                                                    | 1 675                                                   | 814                                                     | 666                                                     |
| 2024                                                    | 1 678                                                   | 634                                                     | 485                                                     |

## Patrimoine ferroviaire
Le bâtiment des recettes, construit en 1898-1899, est une construction de style éclectique avec une aile de 8 travées où se trouvent les guichets ; le corps de logis est couvert d'une toiture à la pente prononcée décorée à l'origine de fermes de charpente en bois ainsi que de plusieurs lucarnes en chien-assis lesquelles ont été démontées. La façade en briques jaunes est décorée de pierre, de briques rouges et de carreaux de céramique. Un auvent (marquise) recouvre le quai attenant au bâtiment. Sur sa droite se trouve un pavillon de latrines du type standard État Belge lequel pourrait dater d'avant 1899, le déplacement de cette construction est en effet décidé en août 1898. La halle à marchandises, construite simultanément, est du type standard à cinq travées et caractérise par sa façade de briques rouges rehaussées de briques jaunes.

Galerie de photographies
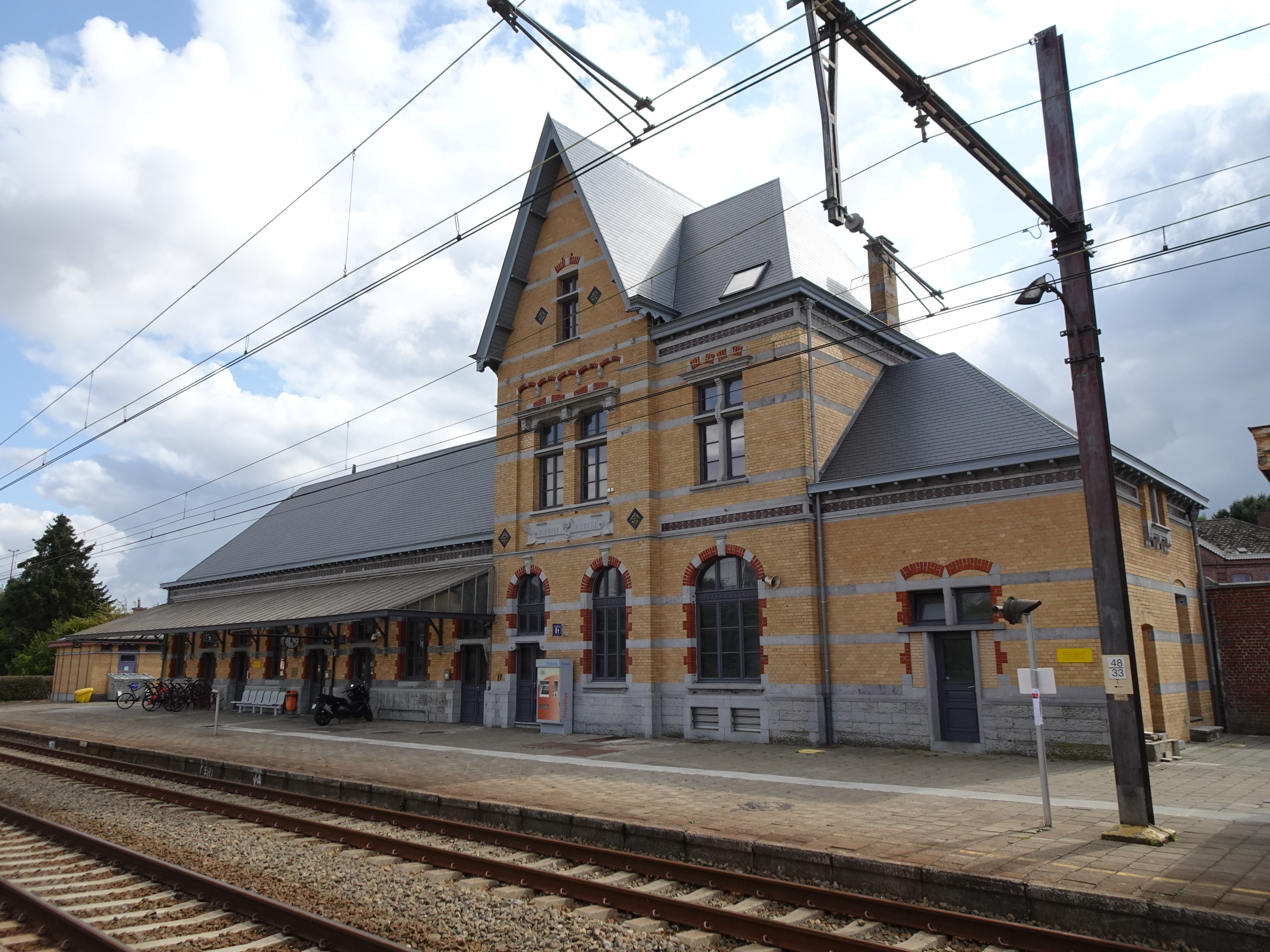
Bâtiment de la gare, côté quais.
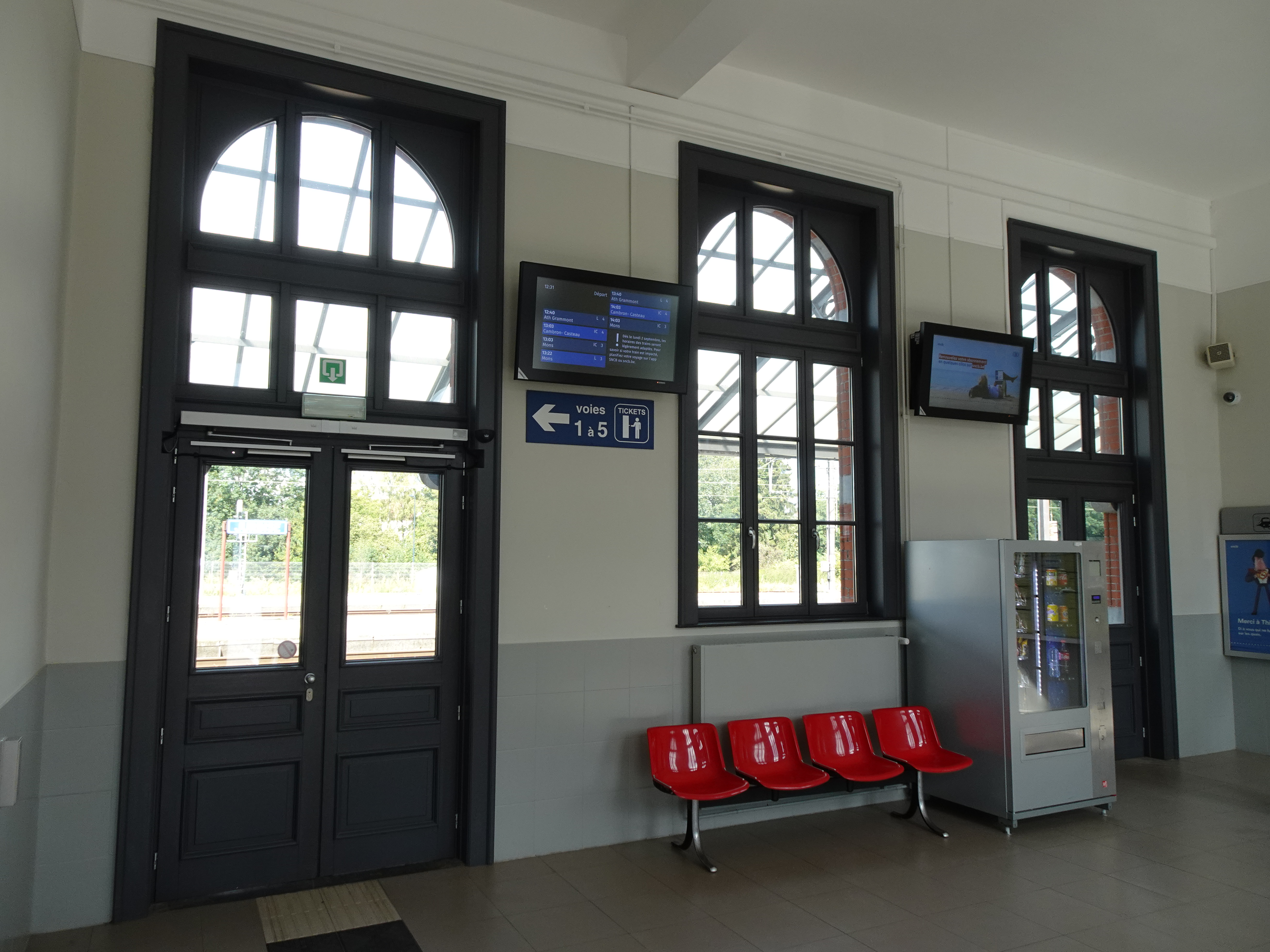
Salle d'attente.
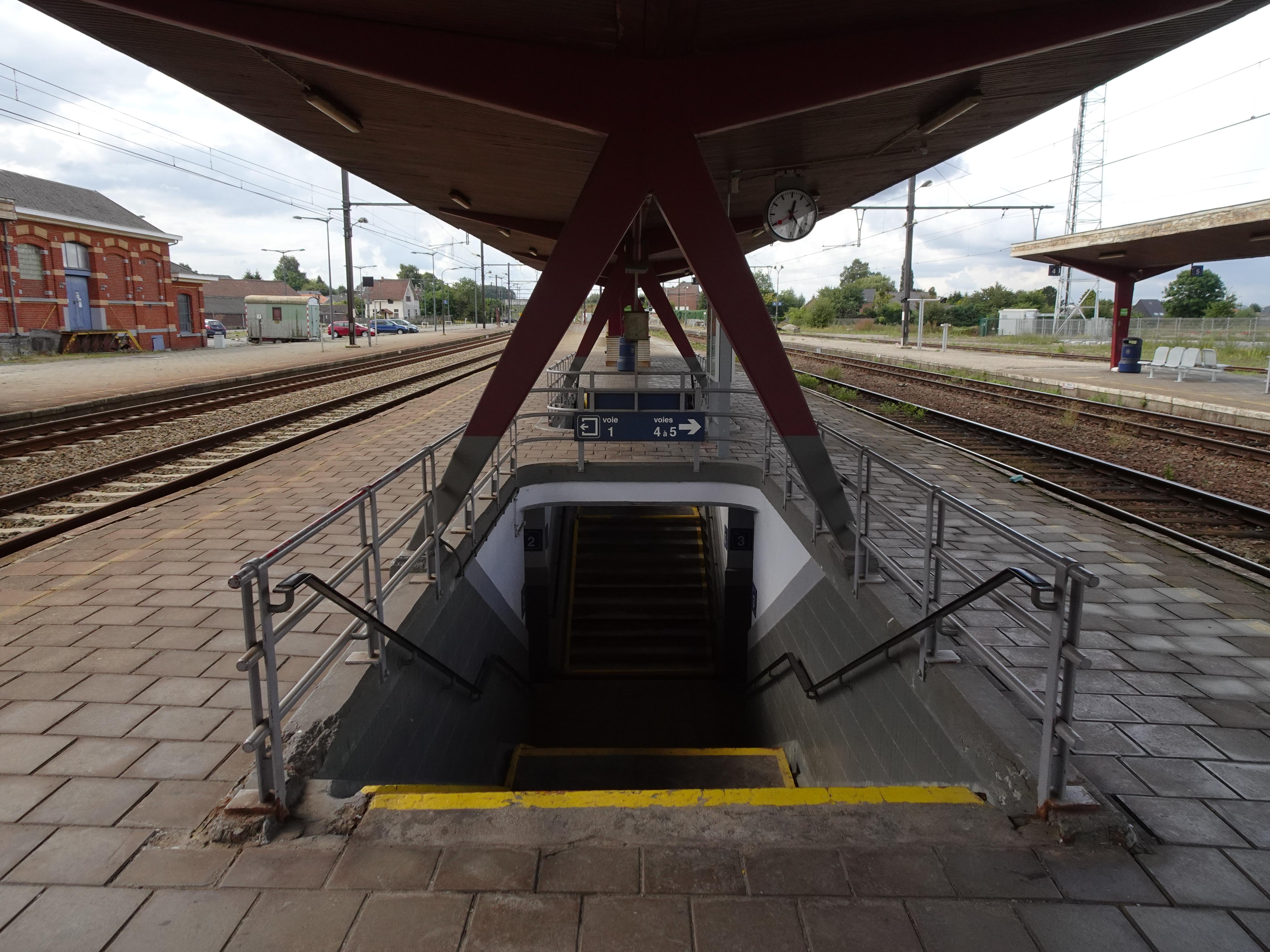
Quais et couloir sous voies.
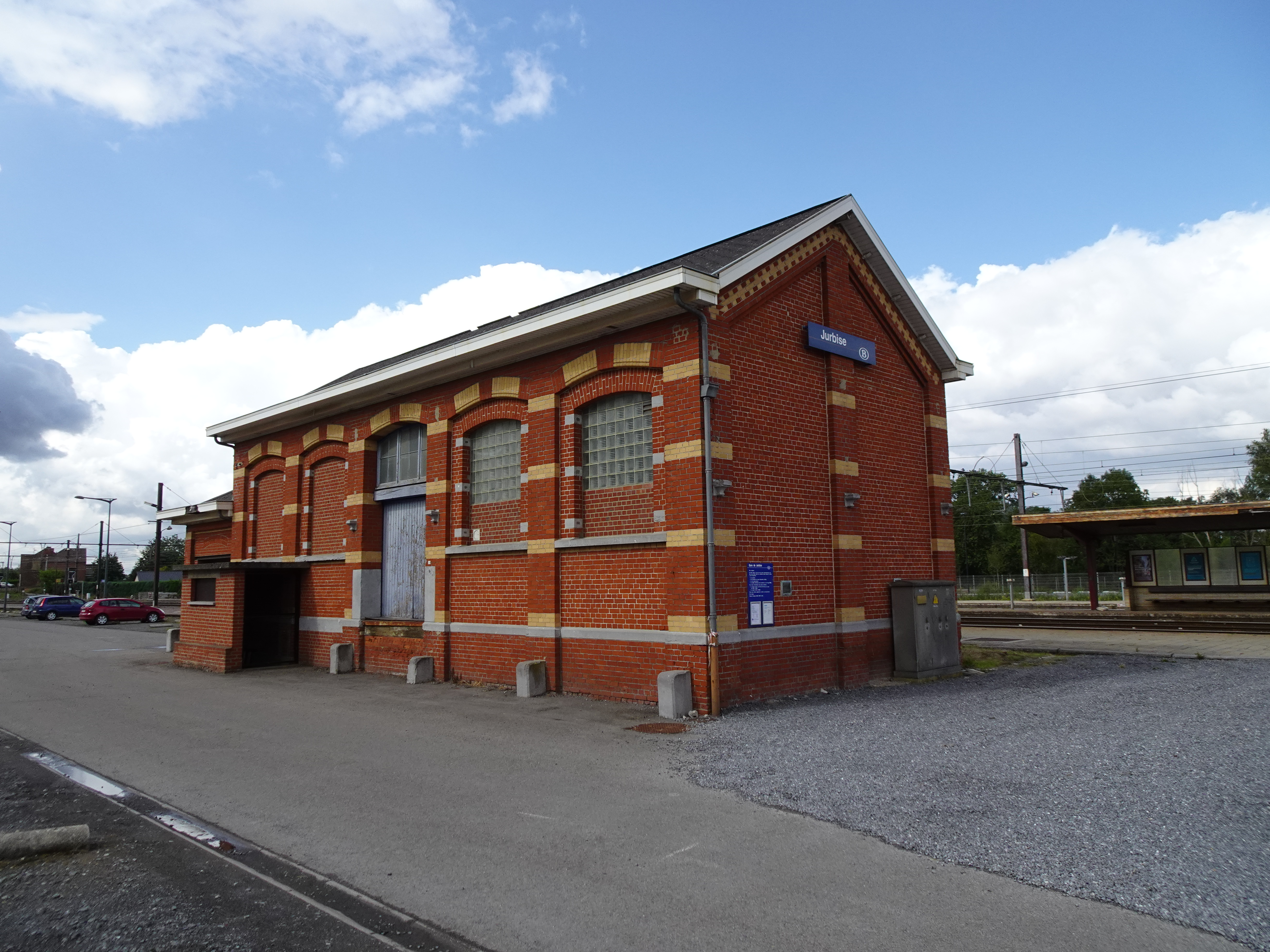
Ancienne halle à marchandises.
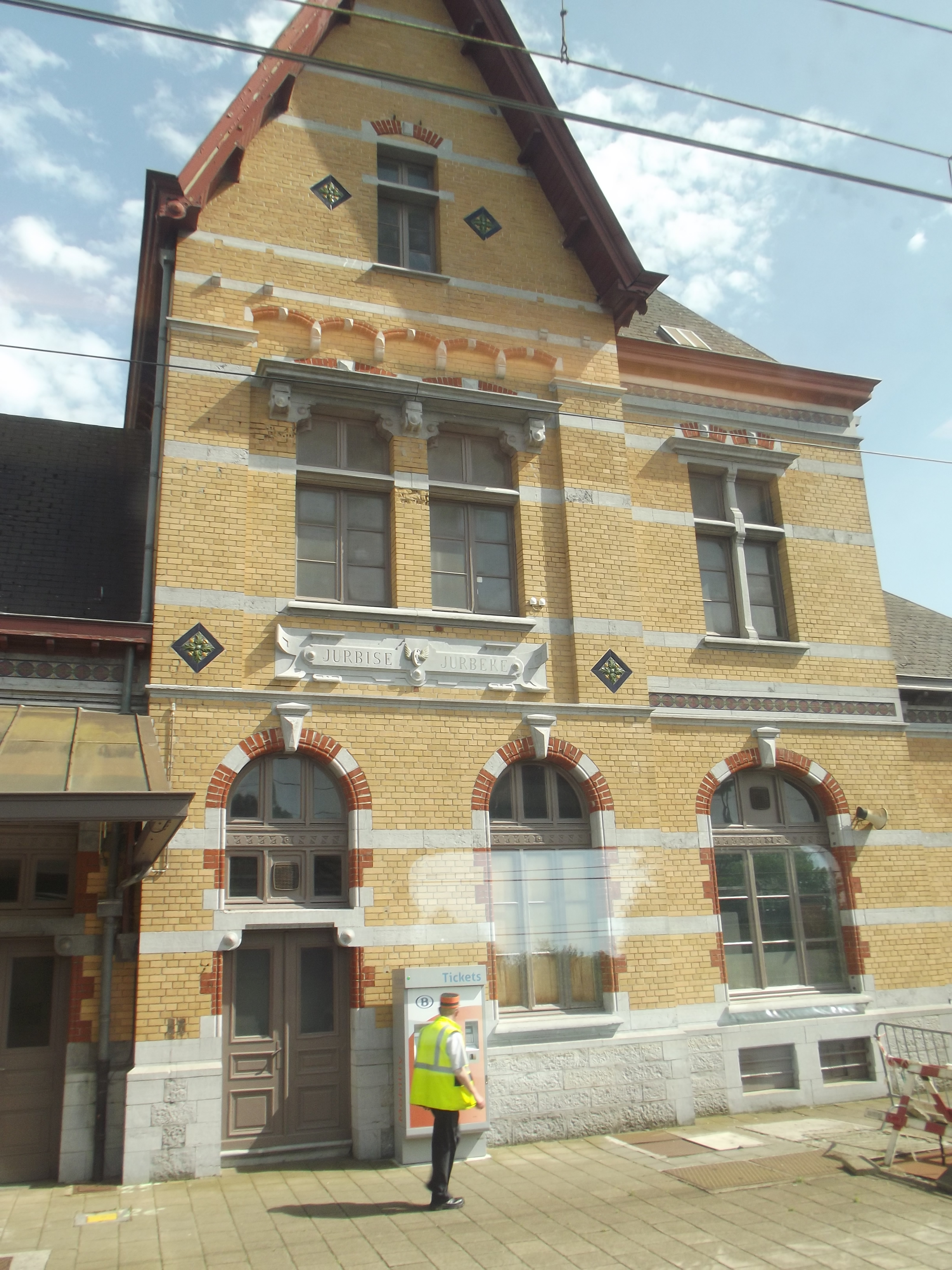
Détail de la façade.
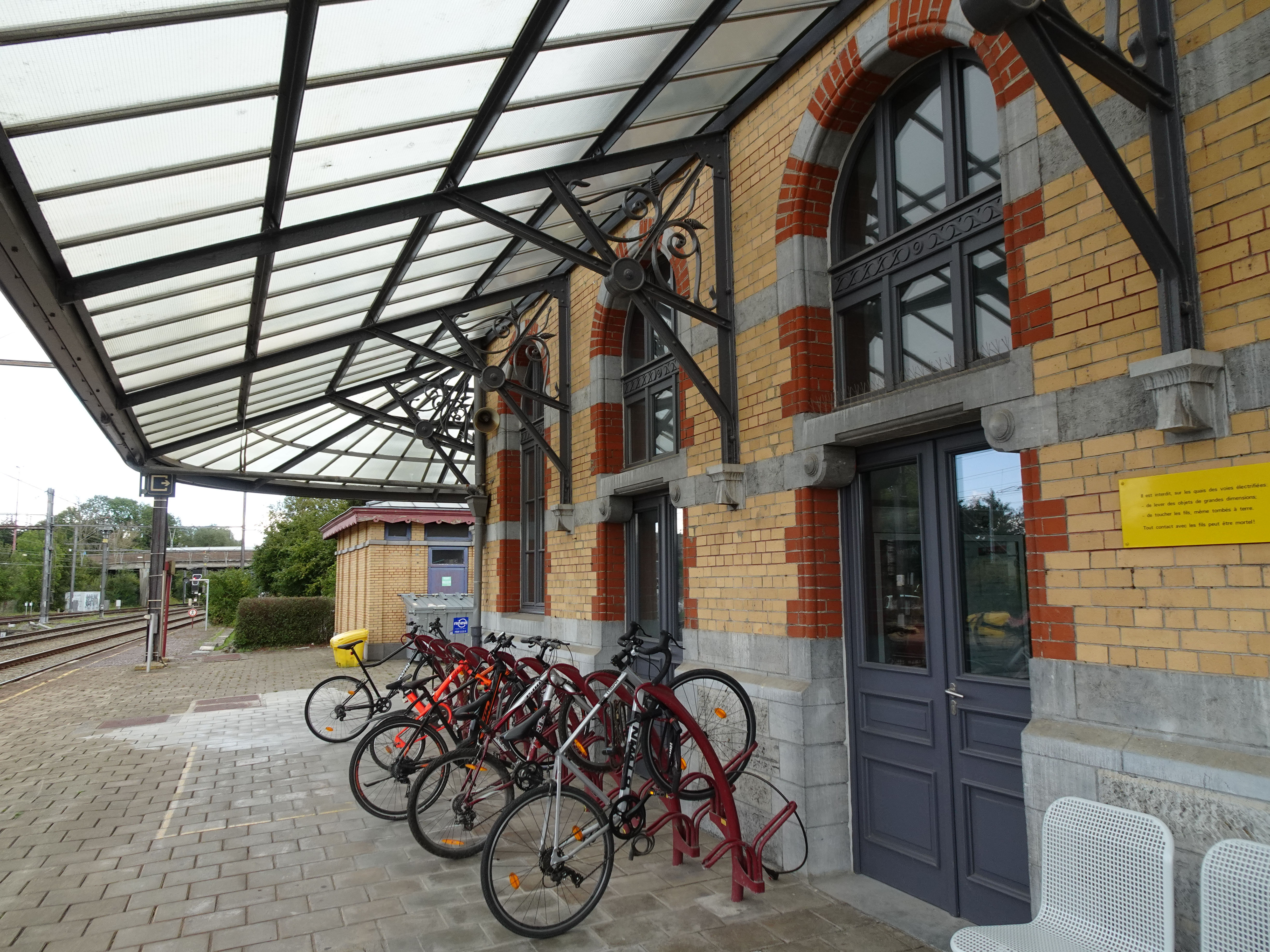
Marquise de quai.
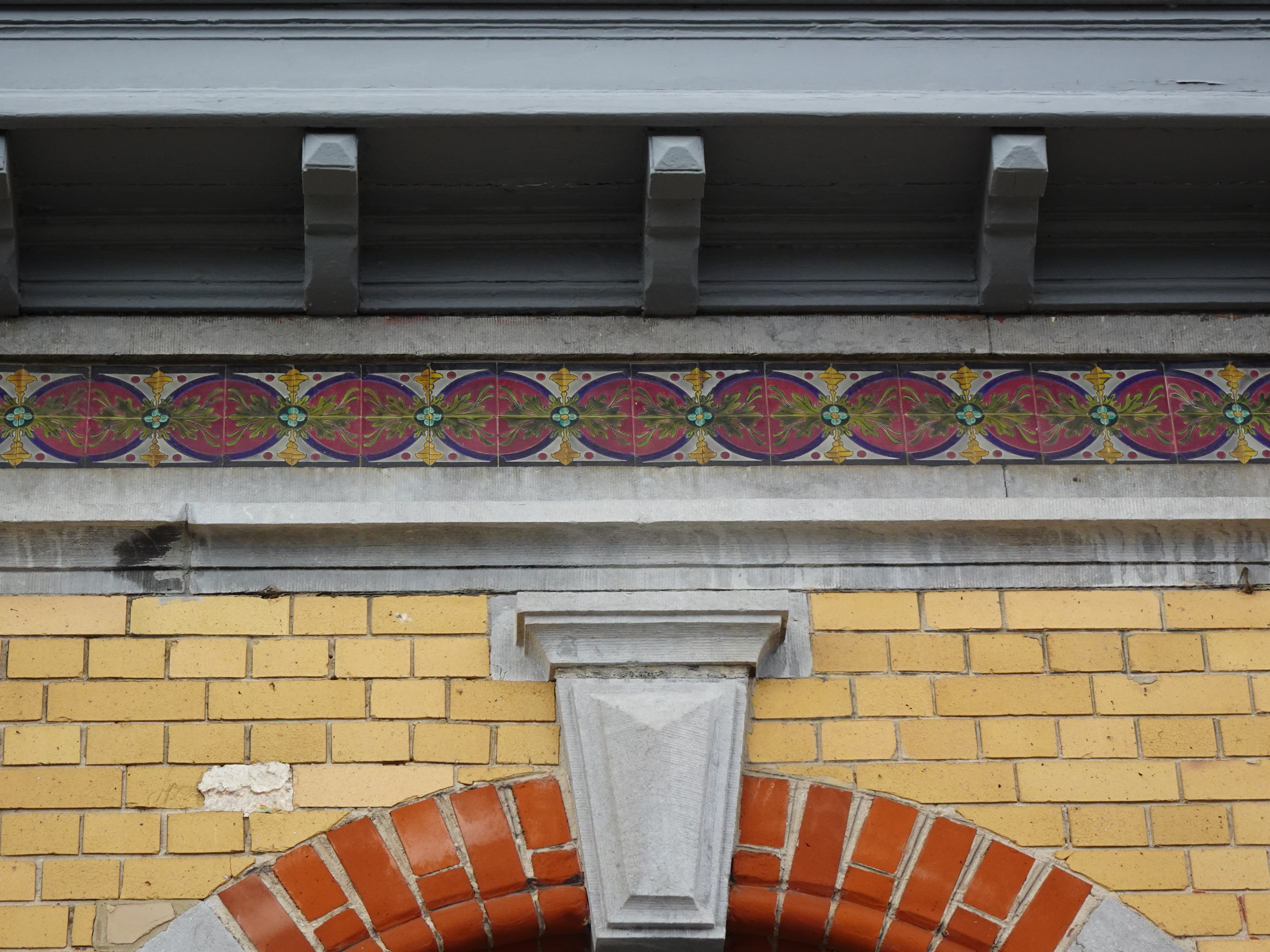
Frise en céramique et arc en plein cintre.
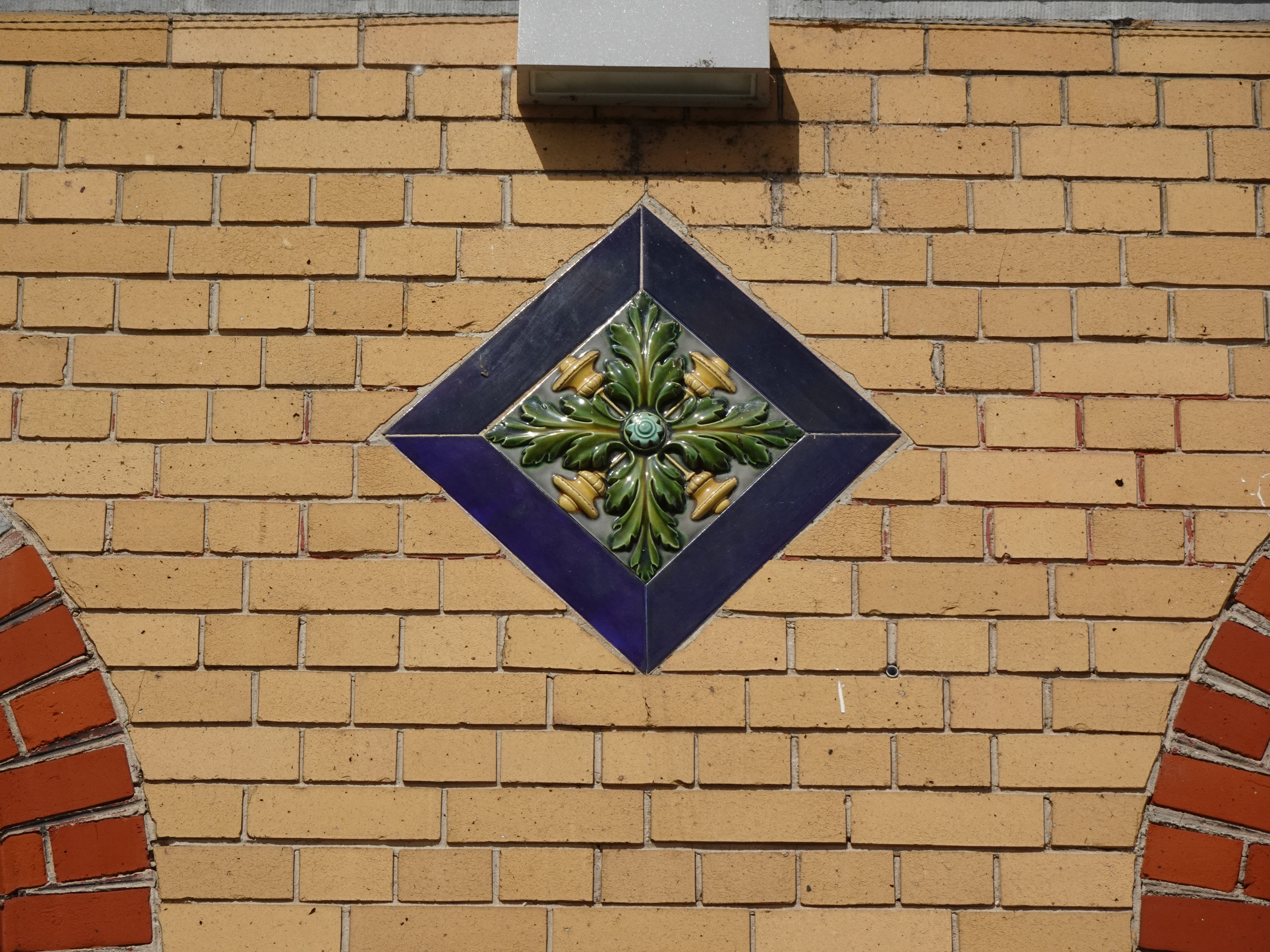
Décoration en céramique.
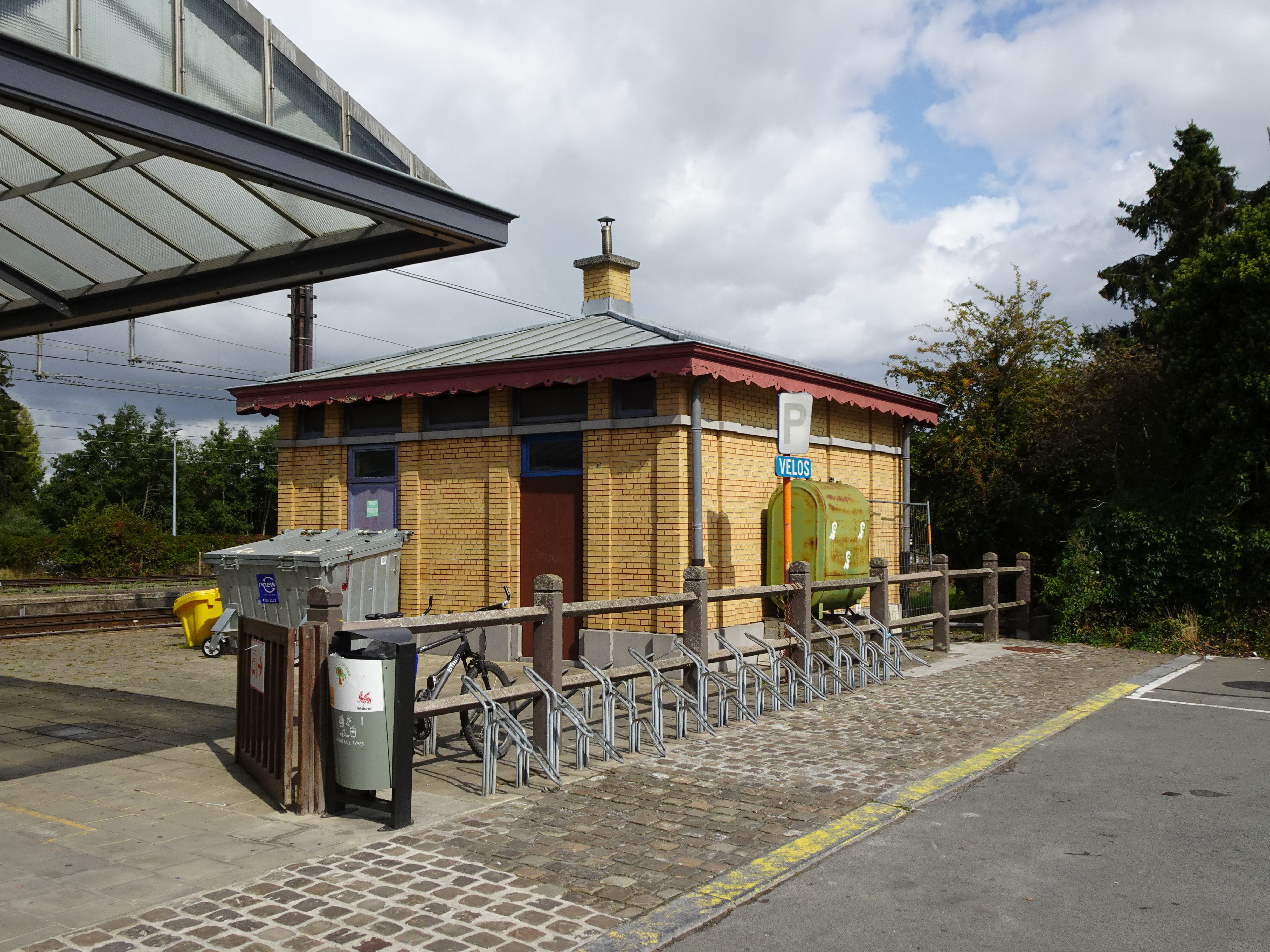
Ancien bâtiment des toilettes.